# Holocauste (comics)
Pour les articles homonymes, voir Holocauste (homonymie).
Holocauste est un super-vilain de l'univers de Marvel Comics. Il est apparu pour la première fois en janvier 1993 dans le no 1 de Stryfe's Strike File de Fabian Nicieza & Scott Lobdell, puis dans X-Men Alpha en 1995.
Holocauste ne fait pas partie de la continuité de Terre-616. Il a été rapatrié de l'Ère d'Apocalypse, une autre réalité temporelle où l'Apocalypse le tyran mutant (qu'il prétend être son père) régnait sur l'Humanité.

## Origine

### Dans l'Ère d'Apocalypse
L'Ère d'Apocalypse est une réalité alternative (dans un futur proche) où le mutant règne en tyran sur la Terre, et où des groupuscules tentent de le renverser.
À l'origine, Holocauste s'appelait Némésis. Il était l'un des quatre Cavaliers d'Apocalypse et le fils prétendu de ce dernier. On suppose qu'il est donc de nationalité égyptienne.
Sa première mission importante consista à espionner les X-Men regroupés sur le Mont Wundagore. Quand les rebelles mutants partirent en mission, il attaqua leur base et blessa mortellement la Sorcière Rouge, tuant aussi tous les jeunes mutants qui s'y abritaient. Pour se venger, Magnéto détruisit son corps, et ses restes furent insérés dans une armure cristalline créée par Dark Beast.
On le revit superviseur de l'usine de création des Infinites (les soldats d'Apocalypse) à Indianapolis. Dents-de-sabre, souhaitant le tuer, demanda à sa jeune protégée Blink de l'y téléporter avec Wild Child. Creed fut vaincu et laissé pour mort, ce qui enragea Blink. Elle attaqua Holocauste à son tour, le plongeant dans une cuve d'acide. Les X-Men arrivèrent et Holocauste en profita pour fuir.
Il rencontra Nate Grey dans la citadelle d'Apocalypse et fut facilement battu d'une rafale psionique. Dans le combat suivant, Nate planta un morceau du Cristal M'Kraan (nexus de toutes les réalités) dans le corps d'Holocauste. L'effet inattendu transporta les deux adversaires dans la réalité de la Terre-616, juste avant que Bishop ne mette fin à l’Ère d'Apocalypse...
Holocauste émergea dans l'espace, près de la Station Avalon. Il fut récupéré et Rusty Collins fut chargé de surveiller son corps gelé. Holocauste réussit à voler l'énergie de Rusty et fit un carnage dans la Station. Même Exodus ne put l'arrêter.
Il retrouva son ennemi X-Man (Nate Grey) et l'affronta plusieurs fois.
Ne faisant pas partie de cette réalité, il fut happé par le pouvoir  du temps et rejoignit les Exilés, remplaçant Le Bec. L'équipe comptait parmi ses membres Blink et Victor Creed, de sa propre réalité. Il retrouva vite la réalité de l'Ère d'Apocalypse et tenta d'en devenir le maître. Il accepta de servir les Exilés, pour mettre la main sur le Tallus (qui agissait comme le Cristal M'Kraan). Dans le palais des Timebreakers, des entités temporelles, ils découvrirent un Hypérion alternatif et maléfique. Hypérion brisa l'armure d'Holocauste et l'inhala, ne laissant qu'un squelette brisé.

### Terre-616
Genocide, le fils d'Apocalypse de la Terre-616 fit finalement son apparition. Il fut enfanté par Apocalypse et probablement Autumn Rolfson, la première Famine. Craignant pour la vie de son enfant, qui pourrait supplanter En Sabah Nur et présenter un danger pour l'Externel, Autumn cacha l'existence de son fils pendant une dizaine d'années, grâce à des fidèles du Clan Akkaba et l'aide de Dark Beast. Warren Worthington III, succombant aux ténèbres de son être devint le nouvel Apocalypse, retrouva Famine et son fils, et les fit rejoindre sa cause. Ils affrontèrent X-Force, et Génocide blessa grièvement Wolverine, incinérant la moitié de son corps. X-Force réussit à s'échapper. Plus tard, sur les ordres d'Archangel, Genocide détruisit une petite ville dans le Montana.

## Pouvoirs
- Némésis était un mutant aux pouvoirs inconnus avant d'être gravement blessé et de devenir Holocauste. On pense qu'il possédait autrefois un certain niveau d'invulnérabilité.
- Son corps est maintenu dans une armure en cristal, lui conférant une force, une endurance et une résistance hors du commun.
- Le bras gauche de l'armure se termine par un canon qui génère des rafales d'énergie bio-nucléaire de faible portée.
- Il peut drainer l'énergie vitale de ses victimes pour accroître sa force, modifier la forme et l'apparence de son armure (on ignore s'il s'agit de son pouvoir mutant).
- L'armure peut être recalibrée pour traverser la matière, devenant intangible.
- Holocauste, n'ayant pas besoin de respirer ou de se nourrir, peut survivre dans le vide de l'espace.

## Autres
- Il apparait dans le jeu vidéo X-Men Legends II : L'Avènement d'Apocalypse
- Jouet Hasbro, Marvel Legends en 2008
- Il apparaît dans l'épisode 1 de la saison 4 de la série X-Men de 1998